# Gubacha
Gubacha (rusky Губаха) je město v  Permském kraji v Ruské federaci. Při sčítání lidu v roce 2010 měla přes osmadvacet tisíc obyvatel.

## Poloha a doprava
Gubacha leží na západní straně Středního Uralu na řece Kosvě, levém přítoku Kamy v povodí Volhy.
Město leží na železniční trati Čusovoj–Kizel–Solikamsk.

## Dějiny
Gubacha vznikla v 18. století jako hornické sídlo u železnorudného naleziště při potoce zvaném Gubacha nebo Gubaška.
V roce 1825 začala navíc průmyslová těžba černého uhlí.
V roce 1917 byla v rámci plánu GOELRO vybudována tepelná elektrárna.
V roce 1928 získala Gubacha status sídlo městského typu.
V roce 1936 zde byla uvedena do provozu jedna z tehdy největších koksoven v Sovětském svazu. 
V roce 1941 byla Gubacha po sloučení s několika sousedními sídly povýšena na město.

### Rodáci
- Vagiz Nazirovič Chidijatullin (* 1959), fotbalista
- Jevgenij Nikolajevič Ketov (* 1986), hokejista
- Dzmitryj Abašeŭ (* 1991), běloruský biatlonista